# Cèe fritte
Le cèe fritte (anguille cieche fritte) erano un piatto tradizionale della cucina viareggina, a base di avantotti di angiulla, cèe in dialetto viareggino, oggi quasi scomparso a causa delle limitazioni normative. 
Pellegrino Artusi nel suo La scienza in cucina e l'arte di mangiar bene del 1891 riporta questa preparazione (Ricetta 516 - Cieche fritte II) come appresa a Viareggio, annotando che questo metodo di preparazione è meno gustoso degli altri.

## Preparazione
Per preparare questo piatto è sufficiente infarinare le cèe con farina bianca o gialla e friggerle. 